# 麥克阿瑟冰川
71°20′S 67°29′W / 71.333°S 67.483°W
麥克阿瑟冰川（英語：McArthur Glacier），是南極洲的冰川，位於帕爾默地，流經克里斯蒂峰和斯懷恩山，最終注入喬治六世海峽，由英國南極名稱諮詢委員會命名，現時由南極條約體系管理。

## 外部連結
. . United States Geological Survey.   [2013-09-02].